# رابحة الدباس
رابحة عبد الفتاح الدباس (2 أغسطس 1948) سياسية ووزيرة أردنية، شغلت منصب وزير الشؤون البلدية والقروية في حكومة سمير الرفاعي. وهي أيضًا أول امرأة أردنية تُعَيَّن في منصب محافظ (حاكم إداري) لمحافظة جرش عندما أصدر وزير الداخلية -آنذاك- نايف القاضي قرار بتعينها في 27 يناير 2010. وهي من المدافعين القدامى عن تمكين المرأة.
ركزت رابحة خلال فترة ولايتها لمحافظة جرش على أجندة تنموية، والتي كان هدفها بناء قدرات الموظفين وجذب الاستثمارات وتوفير فرص العمل لأبناء المحافظة، بالإضافة إلى الحفاظ على الأمن والاستقرار؛ وهو المهمة الرئيسية للمحافظ. كانت رابحة عضوة في مجلس الأعيان السابع والعشرين، وهي عضوة في: لجنة الصحة والبيئة والسكان، ولجنة العمل والتنمية الاجتماعية، ولجنة المرأة، كما كانت رئيسة جمعية الصداقة في مجلس الشيوخ للسويد والأردن.

## المؤهلات العلمية
- شهادة ماجستير  في الدراسات السكانية (1989).[2]
- شهادة البكالوريوس في الإدارة العامة والعلوم السياسية.

## المناصب
- محافظ جرش.[2]
- محافظ التنمية المحلية – وزارة الداخلية.
- مستشار لوزير التنمية السياسية (2005) .
- مستشار في وزارة السياحة والآثار.
- مستشار لوزير الثقافة.
- عضو مجلس الأعيان السابع والعشرين.
- رئيسة جمعية الصداقة.